# スコットランドによるアメリカ大陸の植民地化
スコットランドによるアメリカ大陸の植民地化（スコットランドによるアメリカたいりくのしょくみんちか、英: Scottish colonization of the Americas）は、パナマのダリエンの植民地などスコットランド王国が開拓した後に失敗あるいは放棄したもの、1707年統合法でグレートブリテン王国ができた後はスコットランド人が全部あるいは大部分を占めたイギリス植民地、またカロデンの戦い（ジャコバイトとハノーバー家の戦闘）やハイランド・クリアランス（スコットランド・ハイランド地方の住民の強制移住）後に再開拓を強いられたものなど様々な形態があった。

## ヴィンランド遠征（1010年頃）
アイスランドの赤毛のエイリークのサガに拠れば、ソルフィン・カルルセフニがハキという男およびヘキアという女のスコットランド人奴隷二人を連れて、ヴィンランドに遠征したとされている。この二人は、その地域を開拓するためには安全かどうかを確かめるために、一昼夜留め置かれた。彼等は生き残り、古代スカンジナビア人の集落ができた。これはランス・オ・メドーで発見された北欧人開拓地である可能性がある。

## ノバスコシア（1621年）
スコットランド貴族の初代オークニー伯爵ヘンリー・シンクレアが14世紀に北アメリカ大陸を探検したという説もあるが、記録に残る最も初期のスコットランド開拓地は1621年のノバスコシアである。1621年9月29日、スコットランド王ジェームズ6世（後のイングランド王ジェームズ1世）が初代スターリング伯爵ウィリアム・アレクサンダーに植民地建設の勅許を与えた。1622年に最初の開拓者がスコットランドを出発したが、当初は失敗し、初めて恒久的な開拓地ができたのは1629年になってからだった。法律上のこの植民地勅許ではノバスコシア（ラテン語で新しいスコットランドの意、ニューファンドランド島とニューイングランドの間の土地全てとされた）をスコットランド本土の一部にしていた。このことは後にイングランドの航海法を回避する手段に使われた。
ジェームズ6世は能力のある移民を十分な数だけ確保することが難しかったために、1624年に準男爵という貴族階級を創設した。この爵位は6人の労働者あるいは手工業者を十分に武装させ、2年分の衣服と食料を与えてノバスコシアに派遣するか、ウィリアム・アレクサンダーに金3,000マークを与えるかで獲得することができた。1627年には準男爵を獲得する者が多かったので、ノバスコシアに送る開拓者を多く確保できた。しかし、この年にイングランドとフランスの間に戦争が起こり、フランスは1604年に一度植民地を造りかけていたノバスコシアのポートロイヤルに再度開拓地を建設した。その年の後半、イングランドとスコットランドの連合軍がフランスを破り、フランスの開拓地をスコットランドが占領したが、そこは長くは続かなかった。1631年、イングランド王チャールズ1世の下でスーザ条約が調印され、ノバスコシアをフランスに戻した。スコットランドはまだ歴史の浅いノバスコシア植民地を放棄するしかなかった。

## ケープ・ブレトン島（1625年）
1625年ジェームズ6世からニューギャロウェイのケープ・ブレトン島開拓の勅許が出された。しかしこの土地はノバスコシアと同じような問題によって植民地化されることはなかった。

## 東ニュージャージー（1683年）
1683年11月23日、イングランド王チャールズ2世が24人の領主に対してニュージャージー植民地の勅許を与えたが、そのうち12人はスコットランド人だった。この植民地はイングランド人が入植したウェスト・ジャージーとスコットランド人が入植したイースト・ジャージーに分かれた。スコットランド植民地の中で推進者となったのはユリエのロバート・バークレーであり、著名なクエーカー教徒であり、初代イースト・ジャージー知事になった。
クエーカー教徒は重要な戦力であり、イースト・ジャージーの全ての領主がクエーカー教徒だったが、1660年代と1670年代のクエーカー教徒に対する迫害の影響も一部あったので、開拓者としては宗教や熱心さよりも全国的な範囲で求められた。
1680年代、約700人のスコットランド人移民がイースト・ジャージーに渡ったが、その大半はアバディーンとモントローズの出身であり、そのほぼ半数は年季奉公として渡った。1685年からは、移民達が望んだわけではないが、カベナンター（17世紀スコットランドの同盟派）で逮捕された者の国外追放で移民が増えた。彼等は着いた当初年季奉公とされたが、自発的な奉公ではなかったので裁判所が自由の身を宣言することになった。1690年代、イングランド王ウィリアム3世かつスコットランド王ウィリアム2世がジェームズ2世を支持した領主に対抗したために、スコットランド人移民の伸びは鈍化した。再び増加するのは1720年代になってからだった。イースト・ジャージーへの初期移民はクエーカー教徒、聖公会員、長老派教会員だったが、1730年代までに長老派教会が支配的な宗派になった。
1697年までイースト・ジャージーの歴代知事は全てスコットランド人だった。1702年以降になっても政治と実業界では強い影響を持ち続けた。この1702年にイースト・ジャージーとウェスト・ジャージーは王室領植民地に統合された。

## カロライナのスチュアーツ・タウン（1684年）
カロライナ植民地は1680年代初期のイングランドによる植民地だったが、オキルトリーのジョン・コクラン卿やセスノックのジョージ・キャンベル卿がスコットランド人のために交渉して2つの郡を購入した。これにはカロライナ植民地領主の指導者である初代シャフツベリ伯爵アントニー・アシュリー＝クーパーの支援もあり、カベナンターに対する天国が意図された。ここのスコットランド人は良心の自由と植民地の自治が保証され、土地はチャールズタウン（現在のサウスカロライナ州チャールストン）からスペイン領地の方向に拡がっていた。
1684年、148人のスコットランド人移民が現在のサウスカロライナ州ポートロイヤルに到着して植民地を建設した。この場所は元フランスやスペインの開拓地だった。スコットランド人移民はその地をスチュアーツ・タウンと名付けた。
入植してからは、スペイン人と同盟したインディアンやチャールズタウンのイングランド人との紛争が続いた。イングランド人はスコットランド人の上に権威を確立しようとし、また魅力的なインディアンとの交易権も確保しようとしていた。スコットランド人移民もしばしばスペイン人と同盟したインディアンやサンタカタリーナにあったスペインの伝道所を襲った。また交易を行うインディアンにはスペイン人を直接襲うことを奨励した。1686年、スペインは報復のために3隻の艦船に150名の兵士を乗せて送り込み、同盟インディアンと共にスチュアーツ・タウンを襲った。スコットランド人移民は疫病が流行ったために防御ができる者はわずか25人しかいなかったので、スチュアーツ・タウンの町は消失した。イングランド人は領主から干渉しないよう警告されていたので、報復措置を採らなかった。

## ダリエン計画（1695年）
ダリエン計画は恐らくスコットランドによる植民地経営で最も良く知られており、かつ最悪の結果に終わったものである。1695年、スコットランド議会でアフリカ・インド貿易のスコットランド会社を設立する法律が成立した。これにはイングランド王を兼務するスコットランド王ウィリアム2世による国王裁可が与えられた。この法では会社にアフリカとアジアでの31年間貿易独占権を与え、船舶に武器と装備を施し、アメリカ、アジアおよびアフリカで住民がおらず所有権主張も行われていない地域であれば、植民地を建設する権限を与えていた。これらの権限はイギリス東インド会社に与えられたものと同等であり、イギリス東インド会社はスコットランドにライバル会社ができることに反対していた。
この会社の資本金は40万ポンド（スコットランドの流動資産の3分の1から4分の1に相当すると推計されている）であり、スコットランドのみで集められた。これはイングランド商人やイングランド政府がアムステルダムやハンブルクで株が売られるのを妨げたからだった。この対抗策により、当初意図されたようにイングランドで株が売られることも妨害された、
1696年、2,500人のスコットランド人移民が二手に分かれて、パナマ地峡のダリエンで貿易植民地を造るために出発した。これら開拓者は元軍人、宗教関係者、商人、水夫および郷士の若い息子達で構成されていた。土地は一人当たり50ないし150エーカー (0.2 - 0.6 km2) が割り振られた。植民地政府は地域社会で運営されたが、その議長は2週間毎に交代することになっており、そうすることで開拓者が直面する問題を解決するために滞りが起こらないようにした。
その問題の中にはスコットランドで飢饉があったために食料に不足したこと、スコットランド人に植民の経験が乏しいこと、マラリアなどの病気、悪天候および、スコットランド人が入植した土地の領有権を主張しているスペインが近くにいること、などがあった。この貿易植民地では太平洋と大西洋双方から通り掛かる船舶との貿易をする目的があったが、鬘、靴、聖書、毛織物製品、および土管など貿易対象品があまり良いものではなかった。
この植民地は、1695年の法律ではウィリアム2世の援助を受けることを約束されていたが、イギリス王室あるいは西インド諸島やジャマイカにあるイングランド植民地から何の援助も受けられなかった。スコットランド人移民はスペイン人からの襲撃を受けた。1699年、かれらはジャマイカ人の船長を雇って私掠船としてスペインの船舶を襲うことでこの問題に対処しようとしたが、あまり実績を残せなかった。その後間もなく、スペインが兵士500名の遠征隊を派遣して、スコットランド人移民を一掃した。このとき開拓者の多くが既に病気や飢えで数を減らしていたので、この結果は効果的であり、スコットランドの植民地は終わった。

## ジョージアのデリエン（1735年）
ジョージアのデリエンはイギリス領ジョージア植民地にできたスコットランドの開拓地だった。そこは失敗に終わったパナマ地峡の開拓地に因んで名付けられたが、当時「ニューインヴァネス」の名前でも知られた。
1736年1月に、ジェームス・オグルソープ将軍が開拓者軍人として徴募した177名のスコットランド・ハイランド地方の移民（男女と子供）によって設立された。彼等は新しい開拓地を造ることと、ジョージアの他の土地を南のスペインから守る緩衝材としての役割を与えられた。スコットランド人移民は周辺地域に多くの軍事用砦を急速に建設し、農業であまり成果を上げられなかった後は、生き残りのために牛の飼育と木材の伐採に特化した。
1739年、この植民地の著名人18人が、ジョージアにおける奴隷制導入に反対する最初の請願書に署名した。これはサバンナの住民が奴隷制禁止令を撤廃させるべくオグルソープと理事会に嘆願書を提出したことへの反応だった。このときはスコットランド人移民の請願が成功し、奴隷制が導入されたのは10年後の1749年になってからだった。
ジャコバイトとハノーバー家側開拓者の間に紛争はあったが、この植民地はかなり成功し、1737年と1741年には新たな移民が加わった。しかし、スペインやその同盟インディアンとの衝突は続いていた。1739年10月にジェンキンスの耳の戦争が起こったとき、スコットランド人はスペインの砦を5か所征服し、セントオーガスティンでは包囲戦を挑んだ。しかしその後のモサ砦の戦いで破れ、ダリエン住人の51人が戦死するか捕虜になるかした。これにも拘らず、ジョージアのスコットランド開拓地は存続を続けた。